# Luci Mamili
Luci Mamili (en llatí: Lucius Mamilius) va ser un dictador o magistrat principal de Tusculum aproximadament l'any 460 aC. Era descendent d'Octavi Mamili
En aquest any, al saber que Roma era atacada per Appi Herdoni, va reunir el senat de la ciutat i va instar als ciutadans a anar en ajut de Roma sense que aquesta els hagués demanat la seva intervenció. Segons Titus Livi, ho va fer en nom "del mateix perill", de "les divinitats confederades" i "pel respecte als pactes establerts". Van marxar cap a Roma, i en veure'ls arribar els romans van pensar que eren eques o volscs, dos pobles enemics, però reconeguts com a aliats, van arribar al Fòrum i es van unir a les tropes comandades per Publi Valeri Publícola. La legió tusculana, dirigida per Luci Mamili, va col·laborar activament en la recuperació del Capitoli. Valeri Publiícola va morir durant l'atac, però Mamili va sobreviure. La seva ajuda va ser recompensada pel senat amb la concessió de la ciutadania romana.